# RBMK

Esquema d'un reactor nuclear RBMK

Un reactor de gran potència a tubs de força, o RBMK (transcripció de РБМК, que és acrònim del rus Реактор Большой Мощности Канальный), és un reactor nuclear de tecnologia soviètica que fa servir barres de grafit com a moderador de neutrons però, a diferència dels reactors de gas, està refrigerat per aigua lleugera (aigua normal, H₂O) escalfada a 290 °C, com ho fan els reactors d'aigua bullent. Es tracta d'un reactor tèrmic moderat per grafit i refrigerat per aigua lleugera, segons la tipificació de les Nacions Unides equivalent a l'estatunidenc LGR. Es fan servir per a produir plutoni o a centrals nuclears, com per exemple a la Central Nuclear de Txernòbil, per a generar electricitat.
En 1997 hi havia al món catorze centrals nuclears amb aquesta tecnologia, que produïen uns 14.6000 MWe. En 2010 hi ha al món onze reactors RBMK en activitat (4 a Koursk, 4 a Sosnovy Bor i 3 a Smolensk) i un, a Koursk, en etapa de construcció. Cal destacar que avui dia cap central nuclear, ni tan sols les de reactor RBMK que resten en funcionament o en procés de desmantellament, corren cap risc de tenir un accident com el de Txernòbil, ja que les tecnologies i mesures de seguretat que s'hi han afegit ho impedirien completament.
Els RBMK actuals fan servir com a combustible nuclear barres de tres metres i mig de llarg d'òxid d'urani natural o molt lleugerament enriquit (d'1,8% a 2,4%), que resulta més barat i més segur que l'urani més enriquit, que és més radioactiu. Aquests reactors generen com a residu plutoni, que es pot usar com a subproducte aprofitat per a l'armament nuclear o bé per a fer combustible MOX.

## Disseny modificat

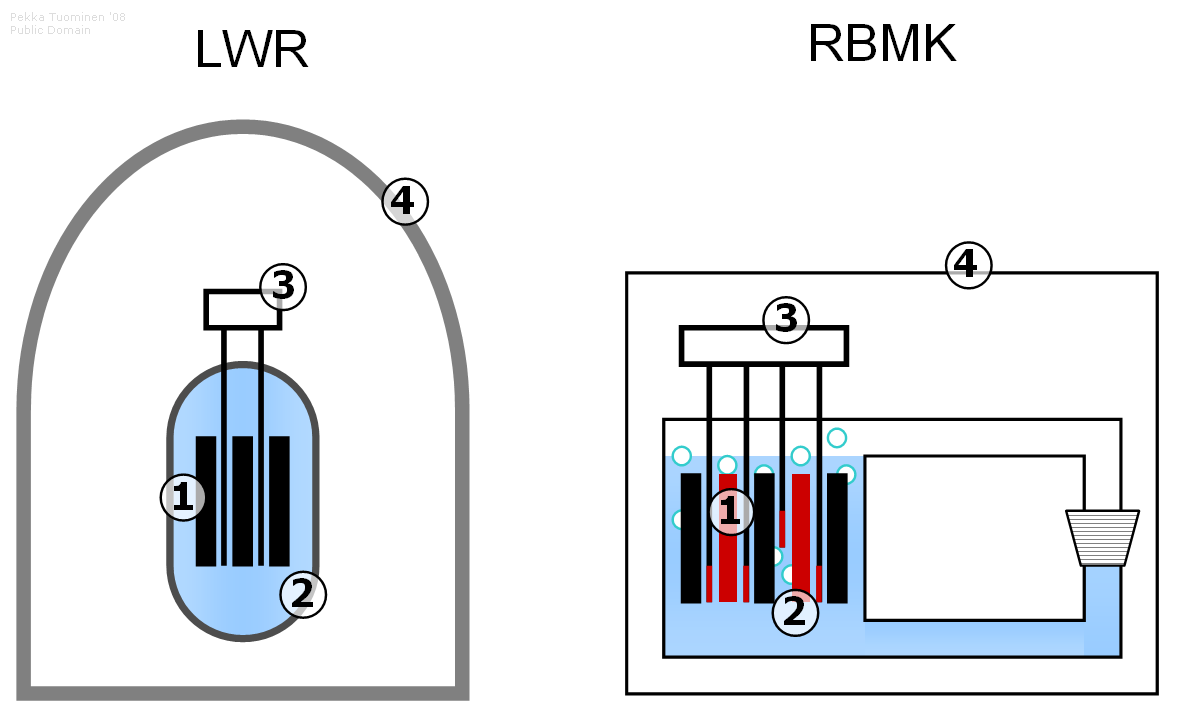
A la dreta, un esquema de reactor d'aigua lleugera moderat per aigua BWR, molt similar als d'aigua lleugera modificat per grafit actuals. A l'esquerra, un RBMK abans de l'accident de Txernòbil. (1)- Als BWR el moderador no és grafit, als RBMK, per definició, ho continua sent. (2)- El disseny del nucli del reactor RBMK antic permetia un coeficient de reactivitat positiu, mentre que els moderats amb aigua i els nous RBMK (excepte alguns alimentats amb urani natural, sense gens d'enriquiment, que el poden tenir nul o molt lleugerament positiu) el tenen negatiu. (3)- Les barres de control són més ràpides, menys nombroses i tenen un altres disseny. (4)- Un gruixut mur de contenció de formigó totalment tancat cobreix el reactor i protegeix l'exterior d'una eventual explosió d'aquest.

El disseny d'aquest tipus de reactors es va veure molt fortament modificat a conseqüència de l'accident nuclear civil més mundialment conegut, l'accident de Txernòbil, que va ocórrer a una central nuclear amb reactors moderats per grafit i refrigerats per aigua lleugera de tipus RBMK.
Com a conseqüència de l'accident nombrosos reactors es van tancar a tot el món, no necessàriament RBMK, i tots els altres es van modificar. Alguns tipus de reactor, com els reactors de gas s'han deixat de fer i els ja existents, amb el temps, s'han tancat tots. Els reactors RBMK que operen actualment són força diferents dels construïts als anys 70 i 80 per a Txernòbil. Es consideren del mateix tipus perquè encara moderen amb grafit, tot i que amb molta més seguretat que aleshores i amb modificacions a altres elements, com per exemple el combustible, menys radioactiu. Els dissenys que van modificar el grafit per altres materials ja no es consideren RBMK sinó, per exemple, BWR. D'altra banda, continuen també usant aigua com a refrigerant, com la majoria de tipus de reactors actuals.
A part d'això, els reactors actuals tenen poc a veure amb els que hi havia en 1986, sent el seu disseny completament diferent. Els sistemes de control i moderació s'han modificat per complet (tant al disseny mecànic, incloent inclinació de les barres i configuració, per exemple, com a l'electrònic i automàtic), el combustible és menys radioactiu (està menys enriquit, o en alguns reactors gens) i s'utilitza de diferent manera (amb menys elements de combustible, diferents) i la configuració i elements de la instal·lació que formen el nucli del reactor no es semblen gens als d'abans. En particular, s'han dedicat molts esforços en canviar el coeficient de reactivitat "boig" o "lliure" resultant de positiu a negatiu (o almenys nul), és a dir que a més potència del reactor la tendència sigui que vagi disminuint (o que almenys no augmenti), i en tot cas haver de forçar-la, i no augmentant, com ocorria abans. Com a tots els altres reactors del món, a més, l'edifici del reactor està ara cobert d'un gruixut mur de contenció de formigó. Altres instal·lacions de l'edifici del reactor, com la piscina de combustible gastat i les conduccions de refrigerant que envien la calor del nucli a la turbina, també són diferents amb la finalitat de l'augment en la contenció de la radiació en el seu ús quotidià i per una major resistència estructural en cas d'incident.